# 龙华山街道
龙华山街道，是中华人民共和国湖北省仙桃市下辖的一个乡镇级行政单位。

## 行政区划
龙华山街道下辖以下地区：
解放街社区、华山里社区、油榨湾社区、流潭社区、新生社区、钱沟社区、何李社区、何湾社区、黄荆社区、黄荆村、杜台村、打字号村、蔡帮村、肖阳村、汤郭村、黄林村、纱帽村、昌湾村、丁刘村、陈帮村和叶王村。